# Municipio de Holmes (Ohio)
El municipio de Holmes (en inglés: Holmes Township) es un municipio ubicado en el condado de Crawford en el estado estadounidense de Ohio. En el año 2010 tenía una población de 1339 habitantes y una densidad poblacional de 14,71 personas por km².

## Geografía
El municipio de Holmes se encuentra ubicado en las coordenadas 40°52′14″N 83°1′51″O / 40.87056, -83.03083. Según la Oficina del Censo de los Estados Unidos, el municipio tiene una superficie total de 91.03 km², de la cual 90,9 km² corresponden a tierra firme y (0,15 %) 0,13 km² es agua.

## Demografía
Según el censo de 2010, había 1339 personas residiendo en el municipio de Holmes. La densidad de población era de 14,71 hab./km². De los 1339 habitantes, el municipio de Holmes estaba compuesto por el 97,61 % blancos, el 0,9 % eran afroamericanos, el 0,22 % eran amerindios, el 0,3 % eran asiáticos, el 0,3 % eran de otras razas y el 0,67 % eran de una mezcla de razas. Del total de la población el 1,49 % eran hispanos o latinos de cualquier raza.